# Драустіне
Драустіне (Draustinė) — село у Литві, Расейняйський район, Аріогальське староство, знаходиться за 14 км від села Вередува. 1959 року в Драустіне проживало 83 людей, 2001-го — 20. Неподалік розташований хутір Дабашінскай, за яким тягнеться лісовий масив.

## Принагідно
- Draustinė

| Литва | Це незавершена стаття з географії Литви. Ви можете допомогти проєкту, виправивши або дописавши її. |